# ويليام بيك
ويليام بيك (بالإنجليزية: William Beck)‏ هو شخصية أعمال أمريكي، ولد في 1960، وتوفي في 11 سبتمبر 2009.